# Sönke Nissen
Sönke Nissen (* 27. Dezember 1870 in Klockries, Kirchspiel Lindholm; † 4. Oktober 1923 in Glinde) war ein deutscher Eisenbahn-Bauingenieur, Bergbau-Unternehmer und Gutsbesitzer.

## Leben und Werk
Nissen wurde im nordfriesischen Klockries geboren und wuchs dort als Sohn des Zimmermanns Nis Nissen auf.

### Ausbildungszeit
Die Schule besuchte er ab dem Jahr 1877 zunächst in seinem Heimatort, ehe er ab 1877 auf die Nord-Lindholmer Schule ging. Nach Beschäftigung auf dem Hof eines Lindholmer Bauern im Jahr 1886 ging er bei seinem Vater in die Lehre. Anschließend studierte er an der Baugewerkschule Hamburg und leistete danach seinen Militärdienst.

### Berufliche Laufbahn

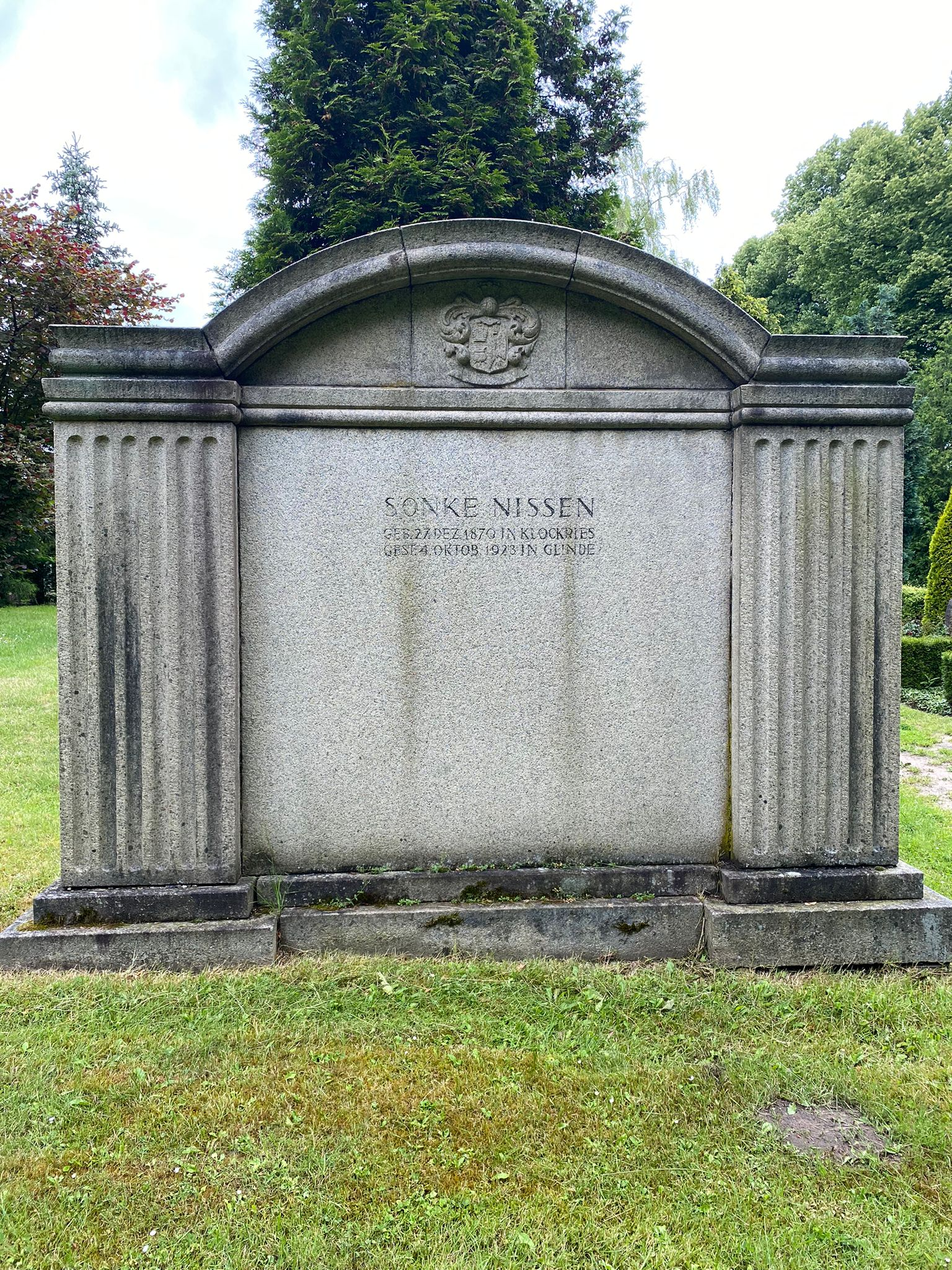
Grabstätte auf dem Friedhof Reinbek

Ende des Jahres 1898 wurde er bei der Bauunternehmung Lenz & Co. als Techniker eingestellt. Er war erfolgreich beim Bau verschiedener Eisenbahnlinien beschäftigt. Die nächste Station wurde ab 1903 schließlich die Kolonie Deutsch-Ostafrika, wo er an dem weiteren Ausbau der Usambarabahn beteiligt war. Nach erfolgreichem Verlauf – die Bahnstrecke wurde bereits vier Monate früher als geplant fertiggestellt – wurde Nissen zum Oberingenieur ernannt und erhielt eine stattliche Vergütung.
Im Dezember 1905 wechselte er nach Deutsch-Südwestafrika (heute Namibia), wo er seine Karriere als Ingenieur fortsetzte. Zunächst wurde ihm die Leitung des Baus eines Teilabschnitts der Lüderitzbahn übertragen. Der Abschnitt von Lüderitzbucht bis Kubub, einem Ort östlich von Aus, wurde bereits am 31. Oktober 1906 in Betrieb genommen. Zeitgleich erstellte er die Pläne zum Weiterbau der Strecke nach Keetmanshoop, deren Baustart sich aber bis März 1907 verzögerte. Im Juni 1908 wurde schließlich die Gesamtstrecke eingeweiht.
Zusammen mit dem Bahnmeister August Stauch und einem weiteren Partner sicherte er sich die Schürfrechte an den Diamantfunden bei Lüderitz und wurde so innerhalb kurzer Zeit zum mehrfachen Millionär. Er war Mitgründer der Kolonialen Bergbau-Gesellschaft.

### Rückkehr nach Deutschland
Nissen kehrte 1909 nach Deutschland zurück. Zunächst wohnte er in Berlin, 1912 ließ er sich auf Gut Glinde östlich von Hamburg nieder. Seiner alten Heimat Nordfriesland blieb er weiterhin verbunden und förderte dort mit seinem Vermögen verschiedene Projekte. Seine finanzielle Unterstützung trug maßgeblich dazu bei, dass der Sönke-Nissen-Koog (heute ein Ortsteil der Gemeinde Reußenköge) in den 1920er Jahren eingedeicht werden konnte.
Nissen starb vor Beginn des Deichbaus. Sieben Höfe des Koogs gingen als Gegenleistung für seine finanzielle Unterstützung an seine Nachfahren. Diese Höfe tragen noch heute die Namen von Bahnhöfen an der Bahnstrecke Lüderitz–Keetmanshoop.
Die Grabstätte Sönke Nissens befindet sich auf dem Friedhof in Reinbek.

## Nachwirkung
Der in Glinde ansässige Stamm „Sönke Nissen“ der Christlichen Pfadfinder wurde – mit Zustimmung seiner Nachfahren – nach ihm benannt. Die ebenfalls dort existierende Gemeinschaftsschule wurde nach einer Umfrage an der Schule in Sönke-Nissen-Gemeinschaftsschule umbenannt.
Im Heimatort Klockries wurde ebenfalls ein Weg nach ihm benannt, der Sönke-Nissen-Wäi.

## Filmdokumentation
2003: Die Straße der Deichgrafen. Ein Diamantenfund und seine Folgen. von Mario Damolin